# Peter Benedix (Dokumentarfilmer)
Peter Benedix (* 1980 in Lutherstadt Wittenberg) ist ein deutscher Dokumentarfilmer.

## Leben
Benedix studierte zunächst Computervisualistik an der Otto-von-Guericke-Universität Magdeburg.
Während einer Autofahrt im September 2007 hörte er eine Radiomeldung über die geplante Devastierung der Ortschaften Kerkwitz, Atterwasch und Grabko im Lausitzer Braunkohlerevier. Nach zwei Wochen fuhr Benedix zunächst nach Kerkwitz, wo er das Gespräch mit den Einwohnern über die geplante Umsiedlung suchte. Er sprach auch mit Vertretern des Unternehmens Vattenfall. Aus dem Filmmaterial entstand sein erster Dokumentarfilm Heimat auf Zeit. Seine Premiere hatte der Film in der Dorfkirche von Kerkwitz vor 250 Zuschauern. Der Film lief später auch beim Filmfestival Max Ophüls Preis 2010.
Als filmische Vorbilder für sein Projekt nennt Benedix die Lausitz-Trilogie von Peter Rocha und die beiden Otzenrath-Dokumentarfilme von Jens Schanze.
Vier Jahre später kehrte er erneut in die Lausitz zurück und begann mit den Dreharbeiten für seinen zweiten Film BrückenJahre. Um die Glaubwürdigkeit des Projektes nicht zu gefährden, lehnte Benedix Angebote zur Finanzierung durch Umweltverbände, die Bergbauindustrie oder die brandenburgischen Landesregierung ab und startete stattdessen eine Crowdfunding-Kampagne. Der Film lief unter anderem beim DOK Leipzig 2014.
Vier weitere Jahre später veröffentlichte Benedix den Film Woran du dein Herz hängst, die Dokumentation über das Reformationsjubiläum in der Lutherstadt Wittenberg.

## Filmografie
- 2009: Heimat auf Zeit (Dokumentarfilm)
- 2014: BrückenJahre (Dokumentarfilm)
- 2018: Woran du dein Herz hängst (Dokumentarfilm)